# جکسون براون
 جکسون براون (انگلیسی: Jackson Browne؛ زادهٔ ۹ اکتبر ۱۹۴۸) یک موسیقی‌دان اهل ایالات متحده آمریکا است. وی از سال ۱۹۶۶ میلادی تاکنون مشغول فعالیت بوده‌است.